# 西北部 (越南)

西北部在越南的位置

西北部（越南语：／）是越南官方划分的全国8大区域之一。这一地区位于越南西北部靠近中国和老挝边界的地区。
西北部的省份包括奠边省、莱州省、山罗省和老街省。這里也是越南泰族兩大聚居地之一。